# Bijeli jasenak
Bijeli jasenak (gorući grm, rusten, veliki vršak, lat. Dictamnus albus) je vrsta višegodišnje biljke iz roda jasenak (Dictamnus) iz porodice Rutaceae. Nastanjuje područja južne Europe, sjeverne Afrike i dio Azije. Jako je popularna biljka zbog lijepih cvjetova i mirisa.

## Opis
Ova biljka raste oko 60 centimetara u visinu, a nekad i preko metar. Ima razgranat podanak iz kojeg se može razviti više stabljika. Stabljika je pomalo gusto dlakava, a u gornjem dijelu ima crne žlijezde. Cvjetovi rastu u piramidalnim grozdovima. Jako elegantno izgledaju, a boja im varira, tako da se pojavljuju u različitim bojama: ljubičasta, crvena, plava, ali vrlo rijetko bijela. 
Biljka je nejestiva; njezini listovi imaju vrlo gorak i neprijatan okus. Unatoč ugodnom mirisu nalik na limun, jasenak ima jako oštar okus.

## Zapaljiva svojstva
Cijela biljka odiše aromom sličnom limunu ili vaniliji zbog eteričnih ulja koje ispušta, te se može osjetiti izdaleka. U ljetnim mjesecima iz tih eteričnih ulja može se stvoriti mirisni plin, koji je ljepljiv na dodir te ima zapaljiva svojstva. Taj plin prekriva cijelu biljku, posebno cvjetove. 
Ako se u tom razdoblju biljci približi vatra, onda će odjednom nastati prava mala eksplozija. Ipak, to se događa samo starijim biljkama, jer mlade biljke ne izlučuju dovoljno hlapljivog ulja. Također, u sumrak se bez visokih temperatura kod ovih biljaka može vidjeti mali plavičasti plamen. Zbog svih tih pojava, mnogi misle da je upravo ona "gorući grm" iz Biblije.

## Sastav
U korijenju i lišću sadrži alkaloide ;  u vegetacijskoj fazi do 0,28%. Među alkaloidima pronađen i su skimianin, diktamnin, trigonelin. U nadzemnim dijelovima biljka sadrži holin, saponine, eterično ulje. Prinos eteričnog ulja iz biljaka u cvatu iznosi 0,09%, od svježeg zelenog lišća - 0,14-0,16%. Sastav eteričnog ulja uključuje anetol i metilhavikol .

## Jestivost i ljekovitost
Zeleni mladi dijelovi biljke prije cvatnje mogu se koristiti kao začin .Od listova se može prirediti čaj.
U narodnoj medicini, biljni sok je korišten za uklanjanje bradavica ; dekokt korijena - kod proljeva, kao antihelminitik i antifebrilno sredstvo, kod epilepsije, malarije, žutice .Danas se biljka više ne koristi,neki je smatraju otrovnom.
U Kini ovu biljku koriste već 1500 godina.

## Vanjske poveznice
- Plants For A Future
- Koval